# Driobiínos
Driobiínos (Dryobiini) é uma tribo de coleópteros da subfamília Cerambycinae.

## Sistemática
- Ordem Coleoptera
  - Subordem Polyphaga
    - Infraordem Cucujiformia
      - Superfamília Chrysomeloidea
        - Família Cerambycidae
          - Subfamília Cerambycinae
            - Tribo Dryobiini Linsley, 1963
              - Gênero Anisotyma Monné & Napp, 2009
              - Gênero Dryobius LeConte, 1850
              - Gênero Ornithia Thomson, 1864